# مروارید سیاه (فیلم ۱۳۳۹)
مروارید سیاه فیلمی سیاه و سفید به کارگردانی مهدی رئیس فیروز و نویسندگی ابوالقاسم جنتی‌عطایی محصول سال ۱۳۳۹ است.  این فیلم در ابتدا غارت نام داشت، به تهیه‌کنندگی شاهرخ رفیع، اولین فیلم استودیو شاهرخ‌فیلم بود ولی بعد از فیلم پیمان به اکران رسید.
فیلمنامه فیلم با الهام از داستان فیلم ایتالیایی-آمریکایی افسانه‌ گمشدگان نوشته شد.
همچنین بازگشت علی محزون بازیگر فیلم پس از ۴ سال دوری از سینما در این فیلم اتفاق افتاد.

## داستان
باستانشناس غربی برای كشفیاتی در تخت جمشید، نقش رستم، غار شاپور، و پاسارگاد، با راهنمایی عازم می شود. دختر مورد علاقه‌ی راهنما نیز همراهشان است. حضور دختر مشكلات و درگیریهایی را پدید می‌آورد و در جریان ماجرایی سرانجام آشكار می شود كه مرد فرنگی در واقع یك تبهكار است كه در پوشش «باستان‌شناس» وارد ایران شده است. با اقدامات مرد راهنما، او و همكارانش در ایران گرفتار قانون می شوند.

## بازیگران
اسامی بازیگران فیلم مروارید سیاه به شکل* و ترتیب نمایش در عنوان‌بندی آغازین فیلم  :
1. ایرن [زازیانس] به نقش مروارید
2. علی محزون
3. [اکبر] خواجوی
4. مهدی رئیس‌فیروز

## نمایش فیلم
فیلم «مروارید سیاه» برای بار نخست در تاریخ سه‌شنبه ۲۵ بهمن ۱۳۳۹ خورشیدی در ۴ سینمای میامی، ایران، دیانا و پارک در تهران به نمایش درآمد. این فیلم  جایگزین فیلم فرشته فراری (گرجی عبادیا) در سینماهای فوق شد.

فیلم «مروارید سیاه»، پس از دو هفته نمایش در سینماهای ایران و پارک، در تاریخ دوشنبه ۸ اسفند ۱۳۳۹ جای خود را به فیلم «ماجرای جنگل» (مهدی میرصمدزاده) در سینما ایران  و فیلم هندی ساده‌لوح (۱۹۵۹) در سینما پارک دادند. 

عکس صحنه‌ای از فیلم و مشخصات فیلم به فارسی و فرانسه

نمایش «مروارید سیاه» در سینماهای دیانا و میامی پس از ۹ شب نمایش در تاریخ ۳ اسفند ۱۳۳۹ به پایان رسید  و در سینما دیانا جای خود را به فیلم «ملوانی از کشتی کامت» (به انگلیسی: A Sailor from ‘The Comet’) (شوروی، ۱۹۵۸)  و در سینما میامی جای خود را به فیلم حاجی بابا (آمریکا، ۱۹۵۴) داد.
فیلم «مروارید سیاه» به زبان اردو هم دوبله شد و در کشورهای اردو زبان نمایش داده شد.

## عوامل فیلم
- فیلم‌بردار: منوچهر ناظریان
- دکور و گریم: علی‌زمان دلپذیر
- تدوین (مدیر فنی): موسی افشار
- شهریار تقوی
- عکاس: حسین افشار
- تنظیم کننده موسیقی متن: هوشنگ شهابی
- آهنگسازان: ناصر حسینی و هوشنگ شهابی
- خوانندگان: نوری، بانو زرین، غلامعلی روانبخش و کوروس سرهنگ زاده